# سلم الزواهر
سلم الزواهر یک منطقهٔ مسکونی در عربستان سعودی است که در استان مکه واقع شده‌است. سلم الزواهر ۵٬۰۰۰ نفر جمعیت دارد.